# Circuit de la Sarthe 2015
La 63e édition du Circuit de la Sarthe a eu lieu du 7 au 10 avril 2015. La course fait partie du calendrier UCI Europe Tour 2015 en catégorie 2.1.
L'épreuve a été remportée par le Lituanien Ramūnas Navardauskas (Cannondale-Garmin) qui s'impose respectivement d'une et quatre secondes devant les Italiens Manuele Boaro (Tinkoff-Saxo), vainqueur de la quatrième étape, et Adriano Malori (Movistar) lauréat quant à lui de la troisième étape.
Le Français Nacer Bouhanni (Cofidis) remporte le classement par points notamment grâce à ses victoires sur les première et cinquième étapes. Pour les autres accessits, le Sud-Africain Louis Meintjes (MTN-Qhubeka) gagne celui de la montagne, le Norvégien Sven Erik Bystrøm (Katusha) celui du meilleur jeune tandis que la formation américaine Cannondale-Garmin finit meilleure équipe.

## Présentation

### Équipes
Classé en catégorie 2.1 de l'UCI Europe Tour, le Circuit de la Sarthe est par conséquent ouvert aux WorldTeams dans la limite de 50 % des équipes participantes, aux équipes continentales professionnelles, aux équipes continentales et aux équipes nationales.
Seize équipes participent à ce Circuit de la Sarthe - six WorldTeams et dix équipes continentales professionnelles :
| UCI WorldTeams    | UCI WorldTeams | UCI WorldTeams |
| Nom de l'équipe   | Pays           | Code           |
| ----------------- | -------------- | -------------- |
| AG2R La Mondiale  | France         | ALM            |
| Cannondale-Garmin | États-Unis     | TCG            |
| FDJ               | France         | FDJ            |
| Katusha           | Russie         | KAT            |
| Movistar          | Espagne        | MOV            |
| Tinkoff-Saxo      | Russie         | TCS            |

| Équipes continentales professionnelles | Équipes continentales professionnelles | Équipes continentales professionnelles |
| Nom de l'équipe                        | Pays                                   | Code                                   |
| -------------------------------------- | -------------------------------------- | -------------------------------------- |
| Androni Giocattoli-Sidermec            | Italie                                 | AND                                    |
| Bretagne-Séché Environnement           | France                                 | BSE                                    |
| Cofidis                                | France                                 | COF                                    |
| Colombia                               | Colombie                               | COL                                    |
| Cult Energy                            | Danemark                               | CLT                                    |
| Europcar                               | France                                 | EUC                                    |
| MTN-Qhubeka                            | Afrique du Sud                         | MTN                                    |
| Roompot Oranje Peloton                 | Pays-Bas                               | ROP                                    |
| Topsport Vlaanderen-Baloise            | Belgique                               | TSV                                    |
| Wanty-Groupe Gobert                    | Belgique                               | WGG                                    |

## Étapes
| Étape     | Date     | Villes étapes              |                             | Distance (km) | Vainqueur d’étape | Leader du classement général |
| --------- | -------- | -------------------------- | --------------------------- | ------------- | ----------------- | ---------------------------- |
| 1re étape | 7 avril  | Sablé-sur-Sarthe - Varades | Étape de plaine             | 188,2         | Nacer Bouhanni    | Nacer Bouhanni               |
| 2e étape  | 8 avril  | Varades - Angers           | Étape de plaine             | 83,9          | Anthony Roux      | Anthony Roux                 |
| 3e étape  | 8 avril  | Angers - Angers            | Contre-la-montre individuel | 6,8           | Adriano Malori    | Adriano Malori               |
| 4e étape  | 9 avril  | Angers - Mont des Avaloirs | Étape vallonnée             | 190,3         | Manuele Boaro     | Manuele Boaro                |
| 5e étape  | 10 avril | Abbaye de l'Épau - Le Lude | Étape de plaine             | 178,5         | Nacer Bouhanni    | Ramūnas Navardauskas         |

## Déroulement de la course

### 1reétape
| Classement de l'étape | Classement de l'étape | Classement de l'étape | Classement de l'étape        | Classement de l'étape |
|                       | Coureur               | Pays                  | Équipe                       | Temps                 |
| --------------------- | --------------------- | --------------------- | ---------------------------- | --------------------- |
| 1er                   | Nacer Bouhanni        | France                | Cofidis                      | en 4 h 32 min 27 s    |
| 2e                    | Nathan Haas           | Australie             | Cannondale-Garmin            | m.t                   |
| 3e                    | Raymond Kreder        | Pays-Bas              | Roompot Oranje Peloton       | m.t                   |
| 4e                    | Alexey Tsatevitch     | Russie                | Katusha                      | m.t                   |
| 5e                    | Tony Hurel            | France                | Europcar                     | m.t                   |
| 6e                    | Thomas Boudat         | France                | Europcar                     | m.t                   |
| 7e                    | Armindo Fonseca       | France                | Bretagne-Séché Environnement | m.t                   |
| 8e                    | Sebastián Molano      | Colombie              | Colombia                     | m.t                   |
| 9e                    | Enrique Sanz          | Espagne               | Movistar                     | m.t                   |
| 10e                   | Russell Downing       | Royaume-Uni           | Cult Energy                  | m.t                   |
| modifier              |                       |                       |                              |                       |

| Classement général | Classement général         | Classement général | Classement général           | Classement général |
|                    | Coureur                    | Pays               | Équipe                       | Temps              |
| ------------------ | -------------------------- | ------------------ | ---------------------------- | ------------------ |
| 1er                | Nacer Bouhanni             | France             | Cofidis                      | en 4 h 32 min 17 s |
| 2e                 | Romain Lemarchand          | France             | Cult Energy                  | + 1 s              |
| 3e                 | Nathan Haas                | Australie          | Cannondale-Garmin            | + 4 s              |
| 4e                 | Jacques Janse van Rensburg | Afrique du Sud     | MTN-Qhubeka                  | + 4 s              |
| 5e                 | Raymond Kreder             | Pays-Bas           | Roompot Oranje Peloton       | + 6 s              |
| 6e                 | Alexey Tsatevitch          | Russie             | Katusha                      | + 10 s             |
| 7e                 | Tony Hurel                 | France             | Europcar                     | + 10 s             |
| 8e                 | Thomas Boudat              | France             | Europcar                     | + 10 s             |
| 9e                 | Armindo Fonseca            | France             | Bretagne-Séché Environnement | + 10 s             |
| 10e                | Sebastián Molano           | Colombie           | Colombia                     | + 10 s             |
| modifier           |                            |                    |                              |                    |

### 2eétape
| Classement de l'étape | Classement de l'étape | Classement de l'étape | Classement de l'étape       | Classement de l'étape |
|                       | Coureur               | Pays                  | Équipe                      | Temps                 |
| --------------------- | --------------------- | --------------------- | --------------------------- | --------------------- |
| 1er                   | Anthony Roux          | France                | FDJ                         | en 2 h 4 min 57 s     |
| 2e                    | Quentin Jauregui      | France                | AG2R La Mondiale            | + 0 s                 |
| 3e                    | Thomas Voeckler       | France                | Europcar                    | + 0 s                 |
| 4e                    | Nacer Bouhanni        | France                | Cofidis                     | + 5 s                 |
| 5e                    | Alexey Tsatevitch     | Russie                | Katusha                     | + 5 s                 |
| 6e                    | Michal Kolář          | Slovaquie             | Tinkoff-Saxo                | + 5 s                 |
| 7e                    | Lorrenzo Manzin       | France                | FDJ                         | + 5 s                 |
| 8e                    | Marco Benfatto        | Italie                | Androni Giocattoli-Sidermec | + 5 s                 |
| 9e                    | Raymond Kreder        | Pays-Bas              | Roompot Oranje Peloton      | + 5 s                 |
| 10e                   | Geoffrey Soupe        | France                | Cofidis                     | + 5 s                 |
| modifier              |                       |                       |                             |                       |

| Classement général | Classement général         | Classement général | Classement général     | Classement général |
|                    | Coureur                    | Pays               | Équipe                 | Temps              |
| ------------------ | -------------------------- | ------------------ | ---------------------- | ------------------ |
| 1er                | Anthony Roux               | France             | FDJ                    | en 6 h 37 min 1 s  |
| 2e                 | Quentin Jauregui           | France             | AG2R La Mondiale       | + 5 s              |
| 3e                 | Nacer Bouhanni             | France             | Cofidis                | + 8 s              |
| 4e                 | Thomas Voeckler            | France             | Europcar               | + 8 s              |
| 5e                 | Romain Lemarchand          | France             | Cult Energy            | + 9 s              |
| 6e                 | Nathan Haas                | Australie          | Cannondale-Garmin      | + 12 s             |
| 7e                 | Jacques Janse van Rensburg | Afrique du Sud     | MTN-Qhubeka            | + 12 s             |
| 8e                 | Raymond Kreder             | Pays-Bas           | Roompot Oranje Peloton | + 14 s             |
| 9e                 | Alexey Tsatevitch          | Russie             | Katusha                | + 18 s             |
| 10e                | Thomas Boudat              | France             | Europcar               | + 18 s             |
| modifier           |                            |                    |                        |                    |

### 3eétape
| Classement de l'étape | Classement de l'étape | Classement de l'étape | Classement de l'étape | Classement de l'étape |
|                       | Coureur               | Pays                  | Équipe                | Temps                 |
| --------------------- | --------------------- | --------------------- | --------------------- | --------------------- |
| 1er                   | Adriano Malori        | Italie                | Movistar              | en 7 min 58 s         |
| 2e                    | Alex Dowsett          | Espagne               | Movistar              | + 9 s                 |
| 3e                    | Ramūnas Navardauskas  | Lituanie              | Cannondale-Garmin     | + 15 s                |
| 4e                    | Tiago Machado         | Portugal              | Katusha               | + 16 s                |
| 5e                    | Manuele Boaro         | Italie                | Tinkoff-Saxo          | + 20 s                |
| 6e                    | Jesús Herrada         | Espagne               | Movistar              | + 20 s                |
| 7e                    | Steve Cummings        | Royaume-Uni           | MTN-Qhubeka           | + 21 s                |
| 8e                    | Nathan Haas           | Australie             | Cannondale-Garmin     | + 22 s                |
| 9e                    | Michael Valgren       | Danemark              | Tinkoff-Saxo          | + 22 s                |
| 10e                   | Christophe Laporte    | France                | Cofidis               | + 25 s                |
| modifier              |                       |                       |                       |                       |

| Classement général | Classement général   | Classement général | Classement général | Classement général |
|                    | Coureur              | Pays               | Équipe             | Temps              |
| ------------------ | -------------------- | ------------------ | ------------------ | ------------------ |
| 1er                | Adriano Malori       | Italie             | Movistar           | en 6 h 45 min 27 s |
| 2e                 | Alex Dowsett         | Espagne            | Movistar           | + 9 s              |
| 3e                 | Anthony Roux         | France             | FDJ                | + 12 s             |
| 4e                 | Ramūnas Navardauskas | Lituanie           | Cannondale-Garmin  | + 15 s             |
| 5e                 | Nathan Haas          | Australie          | Cannondale-Garmin  | + 16 s             |
| 6e                 | Tiago Machado        | Portugal           | Katusha            | + 16 s             |
| 7e                 | Manuele Boaro        | Italie             | Tinkoff-Saxo       | + 20 s             |
| 8e                 | Jesús Herrada        | Espagne            | Movistar           | + 20 s             |
| 9e                 | Steve Cummings       | Royaume-Uni        | MTN-Qhubeka        | + 21 s             |
| 10e                | Michael Valgren      | Danemark           | Tinkoff-Saxo       | + 22 s             |
| modifier           |                      |                    |                    |                    |

### 4eétape
| Classement de l'étape | Classement de l'étape | Classement de l'étape | Classement de l'étape        | Classement de l'étape |
|                       | Coureur               | Pays                  | Équipe                       | Temps                 |
| --------------------- | --------------------- | --------------------- | ---------------------------- | --------------------- |
| 1er                   | Manuele Boaro         | Italie                | Tinkoff-Saxo                 | en 4 h 49 min 41 s    |
| 2e                    | Pierre Rolland        | France                | Europcar                     | + 0 s                 |
| 3e                    | Jonathan Hivert       | France                | Bretagne-Séché Environnement | + 0 s                 |
| 4e                    | Pierrick Fédrigo      | France                | Bretagne-Séché Environnement | + 0 s                 |
| 5e                    | Arthur Vichot         | France                | FDJ                          | + 0 s                 |
| 6e                    | Tiago Machado         | Portugal              | Katusha                      | + 0 s                 |
| 7e                    | Ramūnas Navardauskas  | Lituanie              | Cannondale-Garmin            | + 0 s                 |
| 8e                    | Jan Bakelants         | Belgique              | AG2R La Mondiale             | + 0 s                 |
| 9e                    | Steve Cummings        | Royaume-Uni           | MTN-Qhubeka                  | + 0 s                 |
| 10e                   | Nathan Haas           | Australie             | Cannondale-Garmin            | + 4 s                 |
| modifier              |                       |                       |                              |                       |

| Classement général | Classement général   | Classement général | Classement général           | Classement général  |
|                    | Coureur              | Pays               | Équipe                       | Temps               |
| ------------------ | -------------------- | ------------------ | ---------------------------- | ------------------- |
| 1er                | Manuele Boaro        | Italie             | Tinkoff-Saxo                 | en 11 h 35 min 18 s |
| 2e                 | Adriano Malori       | Italie             | Movistar                     | + 3 s               |
| 3e                 | Ramūnas Navardauskas | Lituanie           | Cannondale-Garmin            | + 5 s               |
| 4e                 | Tiago Machado        | Portugal           | Katusha                      | + 6 s               |
| 5e                 | Nathan Haas          | Australie          | Cannondale-Garmin            | + 10 s              |
| 6e                 | Steve Cummings       | Royaume-Uni        | MTN-Qhubeka                  | + 11 s              |
| 7e                 | Arthur Vichot        | France             | FDJ                          | + 20 s              |
| 8e                 | Pierre Rolland       | France             | Europcar                     | + 20 s              |
| 9e                 | Jan Bakelants        | Belgique           | AG2R La Mondiale             | + 21 s              |
| 10e                | Pierrick Fédrigo     | France             | Bretagne-Séché Environnement | + 23 s              |
| modifier           |                      |                    |                              |                     |

### 5eétape
| Classement de l'étape | Classement de l'étape | Classement de l'étape | Classement de l'étape        | Classement de l'étape |
|                       | Coureur               | Pays                  | Équipe                       | Temps                 |
| --------------------- | --------------------- | --------------------- | ---------------------------- | --------------------- |
| 1er                   | Nacer Bouhanni        | France                | Cofidis                      | en 4 h 11 min 56 s    |
| 2e                    | Alexey Tsatevitch     | Russie                | Katusha                      | m.t                   |
| 3e                    | Samuel Dumoulin       | France                | AG2R La Mondiale             | m.t                   |
| 4e                    | Tony Hurel            | France                | Europcar                     | m.t                   |
| 5e                    | Leonardo Duque        | Colombie              | Colombia                     | m.t                   |
| 6e                    | Armindo Fonseca       | France                | Bretagne-Séché Environnement | m.t                   |
| 7e                    | Ramūnas Navardauskas  | Lituanie              | Cannondale-Garmin            | m.t                   |
| 8e                    | Raymond Kreder        | Pays-Bas              | Roompot Oranje Peloton       | m.t                   |
| 9e                    | Jan Bakelants         | Belgique              | AG2R La Mondiale             | m.t                   |
| 10e                   | Sven Erik Bystrøm     | Norvège               | Katusha                      | m.t                   |
| modifier              |                       |                       |                              |                       |

## Classements finals

### Classement général final
| Classement général final | Classement général final | Classement général final | Classement général final     | Classement général final |
|                          | Coureur                  | Pays                     | Équipe                       | Temps                    |
| ------------------------ | ------------------------ | ------------------------ | ---------------------------- | ------------------------ |
| 1er                      | Ramūnas Navardauskas     | Lituanie                 | Cannondale-Garmin            | en 15 h 47 min 13 s      |
| 2e                       | Manuele Boaro            | Italie                   | Tinkoff-Saxo                 | + 1 s                    |
| 3e                       | Adriano Malori           | Italie                   | Movistar                     | + 4 s                    |
| 4e                       | Tiago Machado            | Portugal                 | Katusha                      | + 7 s                    |
| 5e                       | Nathan Haas              | Australie                | Cannondale-Garmin            | + 9 s                    |
| 6e                       | Steve Cummings           | Royaume-Uni              | MTN-Qhubeka                  | + 12 s                   |
| 7e                       | Jan Bakelants            | Belgique                 | AG2R La Mondiale             | + 20 s                   |
| 8e                       | Arthur Vichot            | France                   | FDJ                          | + 21 s                   |
| 9e                       | Pierrick Fédrigo         | France                   | Bretagne-Séché Environnement | + 24 s                   |
| 10e                      | Alexey Tsatevitch        | Russie                   | Katusha                      | + 26 s                   |
| modifier                 |                          |                          |                              |                          |

### Classements annexes
| Classement par points | Classement par points | Classement par points | Classement par points | Classement par points |
| --------------------- | --------------------- | --------------------- | --------------------- | --------------------- |
|                       | Coureur               | Pays                  | Équipe                | Point(s)              |
| 1er                   | Nacer Bouhanni        | France                | Cofidis               | 64 points             |
| 2e                    | Alexey Tsatevitch     | Russie                | Katusha               | 49 pts                |
| 3e                    | Ramūnas Navardauskas  | Lituanie              | Cannondale-Garmin     | 38 pts                |
| modifier              |                       |                       |                       |                       |

| Classement de la montagne | Classement de la montagne | Classement de la montagne | Classement de la montagne   | Classement de la montagne |
| ------------------------- | ------------------------- | ------------------------- | --------------------------- | ------------------------- |
|                           | Coureur                   | Pays                      | Équipe                      | Point(s)                  |
| 1er                       | Louis Meintjes            | Afrique du Sud            | MTN-Qhubeka                 | 28 points                 |
| 2e                        | Pieter Jacobs             | Belgique                  | Topsport Vlaanderen-Baloise | 18 pts                    |
| 3e                        | Marco Minnaard            | Pays-Bas                  | Wanty-Groupe Gobert         | 13 pts                    |
| modifier                  |                           |                           |                             |                           |

| Classement du meilleur jeune | Classement du meilleur jeune | Classement du meilleur jeune | Classement du meilleur jeune | Classement du meilleur jeune |
|                              | Coureur                      | Pays                         | Équipe                       | Temps                        |
| ---------------------------- | ---------------------------- | ---------------------------- | ---------------------------- | ---------------------------- |
| 1er                          | Sven Erik Bystrøm            | Norvège                      | Katusha                      | en 15 h 47 min 45 s          |
| 2e                           | Louis Meintjes               | Afrique du Sud               | MTN-Qhubeka                  | + 27 s                       |
| 3e                           | Michael Valgren              | Danemark                     | Tinkoff-Saxo                 | + 37 s                       |
| modifier                     |                              |                              |                              |                              |

| Classement par équipes | Classement par équipes       | Classement par équipes | Classement par équipes |
|                        | Équipe                       | Pays                   | Temps                  |
| ---------------------- | ---------------------------- | ---------------------- | ---------------------- |
| 1re                    | Cannondale-Garmin            | États-Unis             | en 47 h 22 min 44 s    |
| 2e                     | Katusha                      | Russie                 | + 6 s                  |
| 3e                     | Bretagne-Séché Environnement | France                 | + 20 s                 |
| modifier               |                              |                        |                        |

### UCI Europe Tour
Ce Circuit de la Sarthe attribue des points pour l'UCI Europe Tour 2015, par équipes seulement aux coureurs des équipes continentales professionnelles et continentales, individuellement à tous les coureurs sauf ceux faisant partie d'une équipe ayant un label WorldTeam.
| Position,          | 1er | 2e | 3e | 4e | 5e | 6e | 7e | 8e | 9e | 10e | 11e | 12e |
| Classement général | 80  | 56 | 32 | 24 | 20 | 16 | 12 | 8  | 7  | 6   | 5   | 3   |
| Par étape          | 16  | 11 | 6  | 5  | 4  | 2  |    |    |    |     |     |     |
| Leader, par étape  | 8   |    |    |    |    |    |    |    |    |     |     |     |

| Cycliste         | Équipe                       | Général | Étape | Leader | Total |
| ---------------- | ---------------------------- | ------- | ----- | ------ | ----- |
| Nacer Bouhanni   | Cofidis                      | -       | 37    | 8      | 45    |
| Steve Cummings   | MTN-Qhubeka                  | 16      | -     | -      | 16    |
| Pierre Rolland   | Europcar                     | 5       | 11    | -      | 16    |
| Pierrick Fédrigo | Bretagne-Séché Environnement | 7       | 5     | -      | 12    |
| Jonathan Hivert  | Bretagne-Séché Environnement | 3       | 6     | -      | 9     |
| Tony Hurel       | Europcar                     | -       | 9     | -      | 9     |
| Raymond Kreder   | Roompot Oranje Peloton       | -       | 6     | -      | 6     |
| Thomas Voeckler  | Europcar                     | -       | 6     | -      | 6     |
| Leonardo Duque   | Colombia                     | -       | 4     | -      | 4     |
| Thomas Boudat    | Europcar                     | -       | 2     | -      | 2     |
| Armindo Fonseca  | Bretagne-Séché Environnement | -       | 2     | -      | 2     |

## Évolution des classements
| Étape              | Vainqueur          | Classement général   | Classement par points | Classement de la montagne  | Classement du meilleur jeune | Classement par équipes |
| ------------------ | ------------------ | -------------------- | --------------------- | -------------------------- | ---------------------------- | ---------------------- |
| 1                  | Nacer Bouhanni     | Nacer Bouhanni       | Nacer Bouhanni        | Jacques Janse van Rensburg | Thomas Boudat                | Cannondale-Garmin      |
| 2                  | Anthony Roux       | Anthony Roux         | Nacer Bouhanni        | Jacques Janse van Rensburg | Quentin Jauregui             | Europcar               |
| 3                  | Adriano Malori     | Adriano Malori       | Nacer Bouhanni        | Jacques Janse van Rensburg | Michael Valgren              | Movistar               |
| 4                  | Manuele Boaro      | Manuele Boaro        | Nacer Bouhanni        | Louis Meintjes             | Jay McCarthy                 | Cannondale-Garmin      |
| 5                  | Nacer Bouhanni     | Ramūnas Navardauskas | Nacer Bouhanni        | Louis Meintjes             | Sven Erik Bystrøm            | Cannondale-Garmin      |
| Classements finals | Classements finals | Ramūnas Navardauskas | Nacer Bouhanni        | Louis Meintjes             | Sven Erik Bystrøm            | Cannondale-Garmin      |

## Liste des participants
- Liste de départ complète

| Légende                             | Légende                                                                                                  | Légende                                | Légende                                                                                         |
| ----------------------------------- | --- | -------------------------------------- | ----------------------------------------------------------------------------------------------- |
| Num                                 | Dossard de départ porté par le coureur sur ce Circuit de la Sarthe                                       | Pos                                    | Position finale au classement général                                                           |
| Leader du classement général        | Indique le vainqueur du classement général                                                               | Leader du classement par points        | Indique le vainqueur du classement par points                                                   |
| Leader du classement de la montagne | Indique le vainqueur du classement de la montagne                                                        | Leader du classement du meilleur jeune | Indique le vainqueur du classement du meilleur jeune                                            |
|                                     | Indique un maillot de champion national ou mondial, suivi de sa spécialité                               | #                                      | Indique la meilleure équipe                                                                     |
| NP                                  | Indique un coureur qui n'a pas pris le départ d'une étape, suivi du numéro de l'étape où il s'est retiré | AB                                     | Indique un coureur qui n'a pas terminé une étape, suivi du numéro de l'étape où il s'est retiré |
| HD                                  | Indique un coureur qui a terminé une étape hors des délais, suivi du numéro de l'étape                   | DSQ                                    | Indique un coureur qui a été disqualifié de la course, suivi du numéro de l'étape               |
| *                                   | Indique un coureur en lice pour le classement du meilleur jeune (coureurs nés après le 1er janvier 1991) |                                        |                                                                                                 |

| Cannondale-Garmin # TCG          | Cannondale-Garmin # TCG          | Cannondale-Garmin # TCG |
| -------------------------------- | -------------------------------- | ----------------------- |
| Num                              | Coureur                          | Pos                     |
| 1                                | Ramūnas Navardauskas (LTU) (Clm) | 1er                     |
| 2                                | Alberto Bettiol (ITA)*           | 40e                     |
| 3                                | Nathan Haas (AUS)                | 5e                      |
| 4                                | Alex Howes (USA)                 | 48e                     |
| 5                                | Benjamin King (USA)              | 24e                     |
| 6                                | Moreno Moser (ITA)               | AB-5                    |
| Directeur sportif : Johnny Weltz |                                  |                         |

| Movistar MOV                                   | Movistar MOV               | Movistar MOV |
| ---------------------------------------------- | -------------------------- | ------------ |
| Num                                            | Coureur                    | Pos          |
| 11                                             | Alex Dowsett (GBR)         | 79e          |
| 12                                             | John Gadret (FRA)          | 47e          |
| 13                                             | Jesús Herrada (ESP)        | 18e          |
| 14                                             | Adriano Malori (ITA) (Clm) | 3e           |
| 15                                             | Enrique Sanz (ESP)         | 72e          |
| 16                                             | Rory Sutherland (AUS)      | 81e          |
| Directeur sportif : José Vicente García Acosta |                            |              |

| Katusha KAT                          | Katusha KAT              | Katusha KAT |
| ------------------------------------ | ------------------------ | ----------- |
| Num                                  | Coureur                  | Pos         |
| 21                                   | Sven Erik Bystrøm (NOR)* | 13e         |
| 22                                   | Tiago Machado (POR)      | 4e          |
| 23                                   | Vladimir Isaychev (RUS)  | 77e         |
| 24                                   | Dmitry Kozontchuk (RUS)  | 41e         |
| 25                                   | Alexey Tsatevitch (RUS)  | 10e         |
| 26                                   |                          |             |
| Directeur sportif : Dimitri Konyshev |                          |             |

| FDJ                               | FDJ                     | FDJ   |
| --------------------------------- | ----------------------- | ----- |
| Num                               | Coureur                 | Pos   |
| 31                                | Anthony Geslin (FRA)    | 35e   |
| 32                                | Lorrenzo Manzin (FRA)*  | 70e   |
| 33                                | Laurent Pichon (FRA)    | 20e   |
| 34                                | Anthony Roux (FRA)      | DSQ-5 |
| 35                                | Benoît Vaugrenard (FRA) | 44e   |
| 36                                | Arthur Vichot (FRA)     | 8e    |
| Directeur sportif : Franck Pineau |                         |       |

| AG2R La Mondiale ALM                 | AG2R La Mondiale ALM    | AG2R La Mondiale ALM |
| ------------------------------------ | ----------------------- | -------------------- |
| Num                                  | Coureur                 | Pos                  |
| 41                                   | Samuel Dumoulin (FRA)   | 57e                  |
| 42                                   | Jan Bakelants (BEL)     | 7e                   |
| 43                                   | Patrick Gretsch (GER)   | 31e                  |
| 44                                   | Quentin Jauregui (FRA)* | 55e                  |
| 45                                   |                         |                      |
| 46                                   | Sébastien Turgot (FRA)  | AB-4                 |
| Directeur sportif : Artūras Kasputis |                         |                      |

| Tinkoff-Saxo TCS                     | Tinkoff-Saxo TCS               | Tinkoff-Saxo TCS |
| ------------------------------------ | ------------------------------ | ---------------- |
| Num                                  | Coureur                        | Pos              |
| 51                                   | Manuele Boaro (ITA)            | 2e               |
| 52                                   | Michal Kolář (SVK)*            | 71e              |
| 53                                   | Jesper Hansen (DEN)            | 69e              |
| 54                                   | Jay McCarthy (AUS)*            | DSQ-5            |
| 55                                   | Michael Valgren (DEN)* (Route) | 25e              |
| 56                                   | Juraj Sagan (SVK)              | 80e              |
| Directeur sportif : Bruno Cenghialta |                                |                  |

| Europcar EUC                         | Europcar EUC           | Europcar EUC |
| ------------------------------------ | ---------------------- | ------------ |
| Num                                  | Coureur                | Pos          |
| 61                                   | Thomas Voeckler (FRA)  | 32e          |
| 62                                   | Pierre Rolland (FRA)   | 11e          |
| 63                                   | Alexandre Pichot (FRA) | 54e          |
| 64                                   | Tony Hurel (FRA)       | 52e          |
| 65                                   | Thomas Boudat (FRA)*   | 45e          |
| 66                                   | Yukiya Arashiro (JPN)  | 16e          |
| Directeur sportif : Benoît Génauzeau |                        |              |

| Bretagne-Séché Environnement BSE  | Bretagne-Séché Environnement BSE | Bretagne-Séché Environnement BSE |
| --------------------------------- | -------------------------------- | -------------------------------- |
| Num                               | Coureur                          | Pos                              |
| 71                                | Pierrick Fédrigo (FRA)           | 9e                               |
| 72                                | Benoît Jarrier (FRA)             | AB-5                             |
| 73                                | Jonathan Hivert (FRA)            | 12e                              |
| 74                                | Arnaud Gérard (FRA)              | 43e                              |
| 75                                | Armindo Fonseca (FRA)            | 37e                              |
| 76                                | Anthony Delaplace (FRA)          | 14e                              |
| Directeur sportif : Denis Leproux |                                  |                                  |

| Cofidis COF                          | Cofidis COF               | Cofidis COF |
| ------------------------------------ | ------------------------- | ----------- |
| Num                                  | Coureur                   | Pos         |
| 81                                   | Nacer Bouhanni (FRA)      | 66e         |
| 82                                   | Luis Ángel Maté (ESP)     | 42e         |
| 83                                   | Loïc Chetout (FRA)*       | AB-5        |
| 84                                   | Christophe Laporte (FRA)* | 65e         |
| 85                                   | Dominique Rollin (CAN)    | 78e         |
| 86                                   | Geoffrey Soupe (FRA)      | 67e         |
| Directeur sportif : Jean-Luc Jonrond |                           |             |

| Androni Giocattoli-Sidermec AND     | Androni Giocattoli-Sidermec AND | Androni Giocattoli-Sidermec AND |
| ----------------------------------- | ------------------------------- | ------------------------------- |
| Num                                 | Coureur                         | Pos                             |
| 91                                  | Serghei Tvetcov (ROU)           | 82e                             |
| 92                                  | Marco Benfatto (ITA)            | 73e                             |
| 93                                  | John Ebsen (DEN)                | 83e                             |
| 94                                  | Carlos Gálviz (VEN) (Clm)       | 63e                             |
| 95                                  | Simone Stortoni (ITA)           | 17e                             |
| 96                                  | Alessio Taliani (ITA)           | 51e                             |
| Directeur sportif : Roberto Miodini |                                 |                                 |

| Wanty-Groupe Gobert WGG                 | Wanty-Groupe Gobert WGG | Wanty-Groupe Gobert WGG |
| --------------------------------------- | ----------------------- | ----------------------- |
| Num                                     | Coureur                 | Pos                     |
| 101                                     | Enrico Gasparotto (ITA) | NP-5                    |
| 102                                     | Francis De Greef (BEL)  | 27e                     |
| 103                                     | Tim De Troyer (BEL)     | AB-5                    |
| 104                                     | Jan Ghyselinck (BEL)    | 56e                     |
| 105                                     | Marco Minnaard (NED)    | 46e                     |
| 106                                     | Kévin Van Melsen (BEL)  | NP-5                    |
| Directeur sportif : Jean-Marc Rossignon |                         |                         |

| Topsport Vlaanderen-Baloise TSV    | Topsport Vlaanderen-Baloise TSV | Topsport Vlaanderen-Baloise TSV |
| ---------------------------------- | ------------------------------- | ------------------------------- |
| Num                                | Coureur                         | Pos                             |
| 111                                | Floris De Tier (BEL)*           | 29e                             |
| 112                                | Sander Helven (BEL)             | 64e                             |
| 113                                | Preben Van Hecke (BEL)          | 34e                             |
| 114                                | Pieter Jacobs (BEL)             | 33e                             |
| 115                                | Thomas Sprengers (BEL)          | 60e                             |
| 116                                | Arthur Vanoverberghe (BEL)      | 36e                             |
| Directeur sportif : Hans De Clercq |                                 |                                 |

| MTN-Qhubeka MTN                    | MTN-Qhubeka MTN                          | MTN-Qhubeka MTN |
| ---------------------------------- | ---------------------------------------- | --------------- |
| Num                                | Coureur                                  | Pos             |
| 121                                | Louis Meintjes (RSA)*                    | 22e             |
| 122                                | Natnael Berhane (ERI) (Clm)              | 28e             |
| 123                                | Steve Cummings (GBR)                     | 6e              |
| 124                                | Jacques Janse van Rensburg (RSA) (Route) | 50e             |
| 125                                | Johann van Zyl (RSA)*                    | 30e             |
| 126                                | Merhawi Kudus (ERI)*                     | 26e             |
| Directeur sportif : Alex Sans Vega |                                          |                 |

| Colombia COL                        | Colombia COL              | Colombia COL |
| ----------------------------------- | ------------------------- | ------------ |
| Num                                 | Coureur                   | Pos          |
| 131                                 | Edwin Ávila (COL)         | 68e          |
| 132                                 | Cayetano Sarmiento (COL)  | 53e          |
| 133                                 | Leonardo Duque (COL)      | 19e          |
| 134                                 | Sebastián Molano (COL)*   | AB-5         |
| 135                                 | Carlos Ramírez (COL)*     | 76e          |
| 136                                 | Juan Pablo Valencia (COL) | 39e          |
| Directeur sportif : Valerio Tebaldi |                           |              |

| Roompot Oranje Peloton ROP        | Roompot Oranje Peloton ROP | Roompot Oranje Peloton ROP |
| --------------------------------- | -------------------------- | -------------------------- |
| Num                               | Coureur                    | Pos                        |
| 141                               | Mike Terpstra (NED)        | 49e                        |
| 142                               | Etienne van Empel (NED)*   | 75e                        |
| 143                               | Reinier Honig (NED)        | 74e                        |
| 144                               | Raymond Kreder (NED)       | 59e                        |
| 145                               | Michel Kreder (NED)        | 23e                        |
| 146                               | Maurits Lammertink (NED)   | 21e                        |
| Directeur sportif : Erik Breukink |                            |                            |

| Cult Energy CLT                  | Cult Energy CLT         | Cult Energy CLT |
| -------------------------------- | ----------------------- | --------------- |
| Num                              | Coureur                 | Pos             |
| 151                              | Russell Downing (GBR)   | 62e             |
| 152                              | Gustav Larsson (SWE)    | 61e             |
| 153                              | Christian Mager (GER)*  | 38e             |
| 154                              | Romain Lemarchand (FRA) | NP-5            |
| 155                              | Troels Vinther (DEN)    | 58e             |
| 156                              | Rasmus Guldhammer (DEN) | 15e             |
| Directeur sportif : Luke Roberts |                         |                 |